# Pyrgus bellieri
Pyrgus bellieri, auch Provence-Würfeldickkopf ist ein Schmetterling aus der Familie der Dickkopffalter (Hesperiidae).

## Merkmale
Die Vorderflügellänge des Falters beträgt 14 bis 15 Millimeter. In Gesamtheit betrachtet ähnelt Pyrgus bellieri stark dem Sonnenröschen-Würfel-Dickkopffalter (Pyrgus alveus). Er ist an der Basis der Flügel deutlich behaart. Die Postdiskalflecke sind groß, vor allem in den Zellen zwei und drei. Die hellen Flecken auf den Hinterflügel sind komplett und kaum dunkel bestäubt. Die Unterseite der Hinterflügel ist gelbbraun. Außerdem sind sie hellen Flecken durchschnittlich etwas kräftiger als beim Sonnenröschen-Würfel-Dickkopffalter. Das Weibchen trägt eine gelblichere Grundfärbung und die weißen Flecken auf der Oberseite sind deutlich kleiner.
Die Raupe ist bräunlich gefärbt und hat einen schwarzen Kopf. Sie besitzt auffallend lange Haare. 
Die Puppe ist sehr stark bläulich bereift. Sie hat eine braune Grundfarbe, die jedoch nur an den Segmentgrenzen noch zu sehen ist. Die Zeichnung bestehend aus schwarzen Punkten ist durch die Bereifung hindurch noch schwach sichtbar. Der Thorax weist auf dem Rücken einen schwarzen Längsstrich auf.

## Geographisches Vorkommen und Lebensraum
Pyrgus bellieri ist in Südwesteuropa von Nordspanien über die Ostpyrenäen und Südfrankreich bis Zentral-Italien verbreitet. Im Norden reicht das Verbreitungsgebiet bis in das Département Hautes-Alpes und in die Region Piemont sowie bis an den Gardasee. Man findet ihn im Gebirge von der Talsohle bis in etwa 2000 Meter Höhe. In tieferen Lagen leben die Raupen oft am Rand lichter Wälder, in höheren Lagen an sonnigen Hängen.

## Lebensweise
Pyrgus bellieri ist univoltin; d. h., es wird nur eine Generation pro Jahr gebildet. Die Flugzeit der Falter reicht von Mitte Juli bis Anfang September. Die Raupen ernähren sich ausschließlich von verschiedenen Arten der Gattung Sonnenröschen (Helianthemum). Die Raupe überwintert meist im L2- oder L3-Stadium, selten auch im L4-Stadium. Sie ist Ende Mai bis Juni ausgewachsen und verpuppungsreif.

## Systematik und Nomenklatur
Die Art findet sich in der Literatur häufig als Pyrgus foulquieri, ein Name, der ebenfalls von Charles Oberthür 1910 eingeführt worden ist. Die Existenz der Art wurde bis in jüngste Zeit immer wieder bezweifelt und die Populationen zu Pyrgus alveus gestellt. In einer der neuesten Arbeiten werden jedoch mit Hilfe einer multivariaten Analyse Unterschiede im männlichen Genitalapparat herausgearbeitet, die zeigen, dass es sich wahrscheinlich doch um zwei verschiedene Arten handelt. Allerdings bezogen die Autoren der Studie nur Exemplare aus Spanien in ihre Untersuchungen mit ein. Der Status der folgenden Unterart müsste daher neu untersucht werden. Die Population wird von manchen Autoren auch als eigenständige Art betrachtet, oder wird mit der Nominatunterart (P. bellieri bellieri) vereinigt.
- Pyrgus bellieri picenus (Verity 1920): Diese Unterart ist nur in Mittelitalien im Bergland zwischen 600 und 1500 Metern zu finden. Die Vorderflügellänge beträgt nur 13 bis 14 Millimeter. Die Grundfarbe der Oberseiten der Vorderflügel ist etwas heller, die Unterseite der Hinterflügel gelblicher, meist leicht dunkel gesprenkelt. Beide Geschlechter haben dieselben Zeichnungen.[2]